# Fortress of Amerikkka
Fortress of Amerikkka (auch Festung Amerikkka) ist ein US-amerikanischer Actionfilm von Eric Louzil. Der Film wurde 1989 von Troma Entertainment veröffentlicht.

## Handlung
Der Indianer John Whitecloud kehrt nach einem längeren Gefängnisaufenthalt in seine Heimatstadt Troma City, Kalifornien, zurück. Im Nationalpark um die idyllische Kleinstadt herum, treibt eine paramilitärische Gruppe, die sich selbst als „Fortress of Amerikkka“ bezeichnet, ihr Unwesen. Sie üben heimlich militärische Techniken und foltern und töten jeden, der in ihr Revier eindringt.
John versucht in der Stadt wieder Fuß zu fassen, doch der Sheriff, der einst seinen Bruder tötete, macht ihm das Leben schwer. Auch seine ehemalige Flamme Jennifer ist sehr kühl, ist sie doch mittlerweile in einer anderen Beziehung. Als in einem Motel alle Insassen von der „Festung Amerika“ getötet werden, stellt der Sheriff Ermittlungen an. Doch zuerst will er sich um John kümmern. Als John einer Frau helfen will, die gerade der Festung entkommen ist, hat er den perfekten Vorwand, um John ins Gefängnis zu stecken. Anschließend versucht er den Machenschaften der Festung das Handwerk zu legen, wird jedoch getötet.
John kann mit Jennifers Hilfe aus dem Gefängnis entkommen. Als sich die Vorfälle um die Festung häufen und die Polizei praktisch führerlos ist, organisiert John eine Bürgerwehr. Die Bürger der Stadt überrennen die Festung und töten alle Angehörigen der Gruppe.

## Hintergrund
Obwohl der Film die drei K des Ku-Klux-Klans im Titel führt, ist die Organisation Fortress of Amerikkka nicht rassistisch. Auch schwarze Paramilitärs sind im Film zu sehen. Auch wird im Film nicht klar, was die Ziele der Organisation sein sollen und wem sie untergeordnet sind. Angeführt wird nur die „Terrorismus-Bekämpfung“.

## Veröffentlichung
Die erste deutschsprachige Fassung wurde unter dem Titel Festung Amerikkka als VHS-Tape von UFA veröffentlicht und war um circa drei Minuten geschnitten. Der Film wurde in den 1990ern unter seinem Originaltitel von dem Uncut-Label „Troma Deutschland“ in zwei Fassungen wiederveröffentlicht: als geschnittene JK-Fassung und als ungekürzter Director’s Cut. Später wurde ebenfalls eine ungekürzte DVD-Fassung veröffentlicht.
2012 veröffentlichte Troma die englischsprachige Version des Films zusammen mit einhundertfünfzig anderen Produktionen auf dem Internet-Videoportal Youtube.

## Kritik
Der Film fiel bei der Kritik durch und gilt zusammen mit Surf Nazis Must Die als schlechtestes Werk von Troma Entertainment. Die Story ist wirr und hat große Lücken, die Schauspieler agieren unterdurchschnittlich.

„Film aus der Troma-Werkstatt, übertrieben brutal, mit kaum wahrnehmbaren ironischen Untertönen.“